# Liste der Biografien/Sit
Liste der Biografien |
Portal Biografien |
Personensuche
# |
A |
B |
C |
D |
E |
F |
G |
H |
I |
J |
K |
L |
M |
N |
O |
P |
Q |
R |
S |
T |
U |
V |
W |
X |
Y |
Z |
?
 
Sa |
Sb |
Sc |
Sd |
Se |
Sf |
Sg |
Sh |
Si |
Sj |
Sk |
Sl |
Sm |
Sn |
So |
Sp |
Sq |
Sr |
Ss |
St |
Su |
Sv |
Sw |
Sy |
Sz
 
Sia |
Sib |
Sic |
Sid |
Sie |
Sif |
Sig |
Sih |
Sii |
Sij |
Sik |
Sil |
Sim |
Sin |
Sio |
Sip |
Siq |
Sir |
Sis |
Sit |
Siu |
Siv |
Siw |
Six |
Siy |
Siz
Die Liste der Biografien führt alle Personen auf, die in der deutschsprachigen Wikipedia einen Artikel haben. Dieses ist eine Teilliste mit 184 Einträgen von Personen, deren Namen mit den Buchstaben „Sit“ beginnt.

## Sit
- Şit, Bayram (1930–2019), türkischer Ringer

### Sita
- Sita (* 1980), niederländische Sängerin
- Sita-Bella, Thérèse (1933–2006), kamerunische Regisseurin und Journalistin
- Sitak, Artem (* 1986), russisch-neuseeländischer Tennisspieler
- Sitak, Dmitri Jurjewitsch (* 1983), russischer Tennisspieler
- Sital-Singh, Luke (* 1988), britischer Singer-Songwriter
- Sitaldin, Shirley, surinamische Politikerin
- Sitalkes († 324 v. Chr.), thrakischer Offizier Alexanders des Großen
- Sitamun, erstgeborene Tochter von Amenophis III. und seiner Großen Königlichen Gemahlin Teje, und Schwester des Echnaton (Amenophis IV.)
- Sitar, Gerfried (* 1968), österreichischer Museumsdirektor, Theologe und BuchautorGerfried Sitar (* 1968)

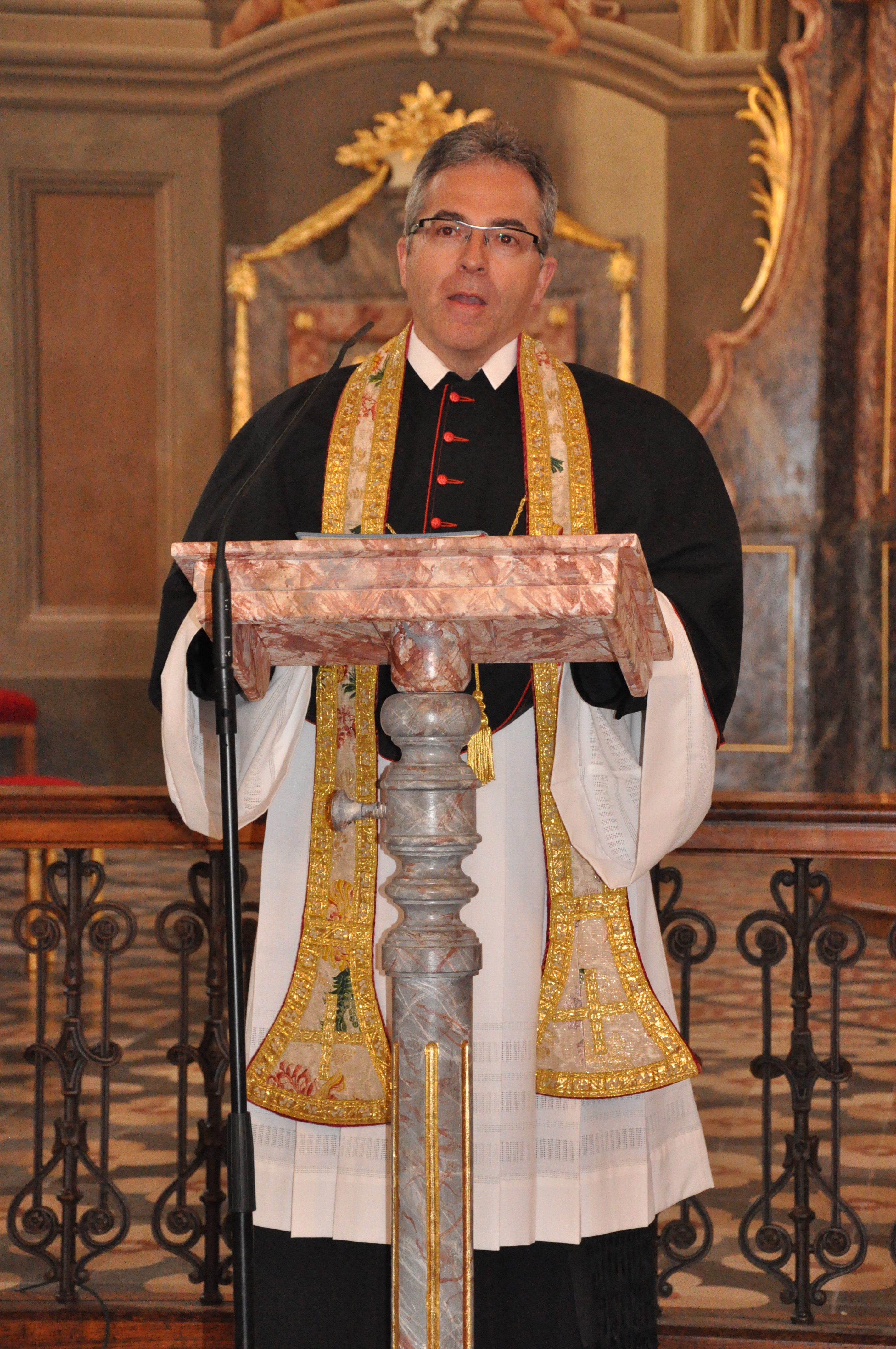
Gerfried Sitar (* 1968)

- Sitaras, John (* 1972), US-amerikanischer Fitnesstrainer griechischer Herkunft
- Sitarz, Marcin (* 1978), polnischer Skispringer
- Sitarz, Witold (* 1945), polnischer Politiker der Platforma Obywatelska (Bürgerplattform)

### Sitb
- Sitbangprachan, Pichitnoi (* 1975), thailändischer Boxer im Halbfliegengewicht

### Sitc
- Sitch, Julianne (* 1983), US-amerikanische Fußballspielerin
- Sitchin, Zecharia (1920–2010), US-amerikanischer Bestsellerautor

### Sitd
- Sitdykowa, Guzal (* 1952), baschkirische Schriftstellerin, Dichterin, Publizistin und Übersetzerin

### Site
- Sitek, Agnieszka (* 1973), polnische Schauspielerin
- Sitepu, Delia Pratiwi (* 1988), indonesische Politikerin
- Sites, Frank Crawford (1864–1935), US-amerikanischer Politiker
- Sites, Jack W. Jr. (* 1951), US-amerikanischer Herpetologe und Evolutionsbiologe

### Sitg
- Sitgreaves, Charles (1803–1878), US-amerikanischer Politiker
- Sitgreaves, John (1757–1802), US-amerikanischer Jurist und Politiker
- Sitgreaves, Samuel (1764–1827), US-amerikanischer Politiker

### Sith
- Sithar, Chhim, kambodschanische Gewerkschaftsführerin und Bürgerrechtlerin
- Sitharaman, Nirmala (* 1959), indische Politikerin
- Sithathoriunet, ägyptische Königstochter
- Sithbanprachan, Pichit (* 1966), thailändischer Boxer im Fliegengewicht
- Sithijirawattanakul, Panusaya (* 1998), thailändische BürgerrechtlerinPanusaya Sithijirawattanakul (* 1998)

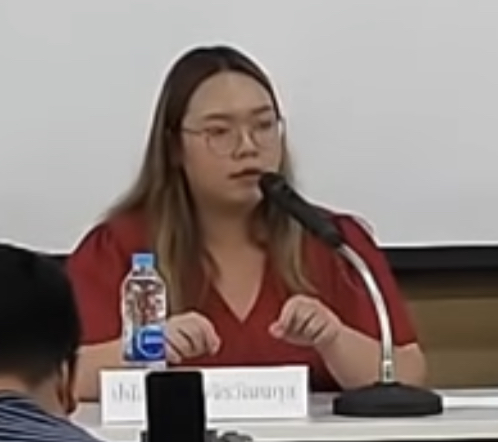
Panusaya Sithijirawattanakul (* 1998)

- Sithmann, Johann (1602–1666), deutscher Jurist
- Sithmorseng, Kwanthai (* 1984), thailändischer Boxer im Strohgewicht
- Sithnaruepol, Samuth (* 1959), thailändischer Boxer
- Sithole, Lucas (* 1986), südafrikanischer Rollstuhltennisspieler
- Sithole, Lucas Thandokwazi (1931–1994), Bildhauer in Südafrika
- Sithole, Moses (* 1964), südafrikanischer Serienmörder
- Sithole, Ndabaningi (1920–2000), simbabwischer methodistischer Pastor und Exponent des „Freiheitskampfes“ der Bantu in Simbabwe
- Sithsamerchai, Oleydong (* 1985), thailändischer Boxer im Strohgewicht
- Sithu Aung (* 1996), myanmarischer Fußballspieler
- Sithunywa Ndlovu, Gerard (1939–2013), südafrikanischer Geistlicher, römisch-katholischer Bischof von Umzimkulu

### Siti
- Siti, König von Dotawo
- Siti Nurhaliza (* 1979), malaysische Sängerin und Unternehmerin
- Siti, Beáta (* 1973), ungarische Handballspielerin und -trainerin
- Siti, Eszter (* 1977), ungarische Handballspielerin und -trainerin
- Siti, Walter (* 1947), italienischer Schriftsteller und Literaturkritiker
- Sitienei, Jeptoo Rita (* 1981), kenianische Langstreckenläuferin

### Sitk
- Sitka, David, deutscher Tenor
- Sitkasinowa, Sarina (* 1993), kasachische Volleyballspielerin
- Sitkin, Wolodymyr (1934–2019), sowjetisch-ukrainischer Hochspringer
- Sitko, Roman (1880–1942), polnischer Priester und Seliger der katholischen Kirche
- Sitkowetski, Alexander (* 1983), russischer Violinist
- Sitkowetski, Dmitri (* 1954), russischer Violinist und Dirigent
- Sitkowetski, Julian Grigorjewitsch (1925–1958), russischer Violinist
- Sitkowskyj, Oleksandr (* 1978), ukrainischer Marathonläufer

### Sitn
- Sitnik, Ksenija (* 1995), belarussische Sängerin
- Sitnika, Evelīna Krista (* 2003), lettische Mittelstreckenläuferin
- Sitnikow, Alexei Alexandrowitsch (* 1986), russischer und aserbaidschanischer Eistänzer
- Sitnikow, Pawel Wladimirowitsch (* 1998), russischer Shorttracker
- Sitnikow, Witali Sergejewitsch (* 1981), russischer Eishockeyspieler

### Sito
- Sito, Luca (* 2003), italienischer Sprinter
- Sitochin, Jevgenij (* 1959), österreichischer Schauspieler und TheaterregisseurJevgenij Sitochin (* 1959)

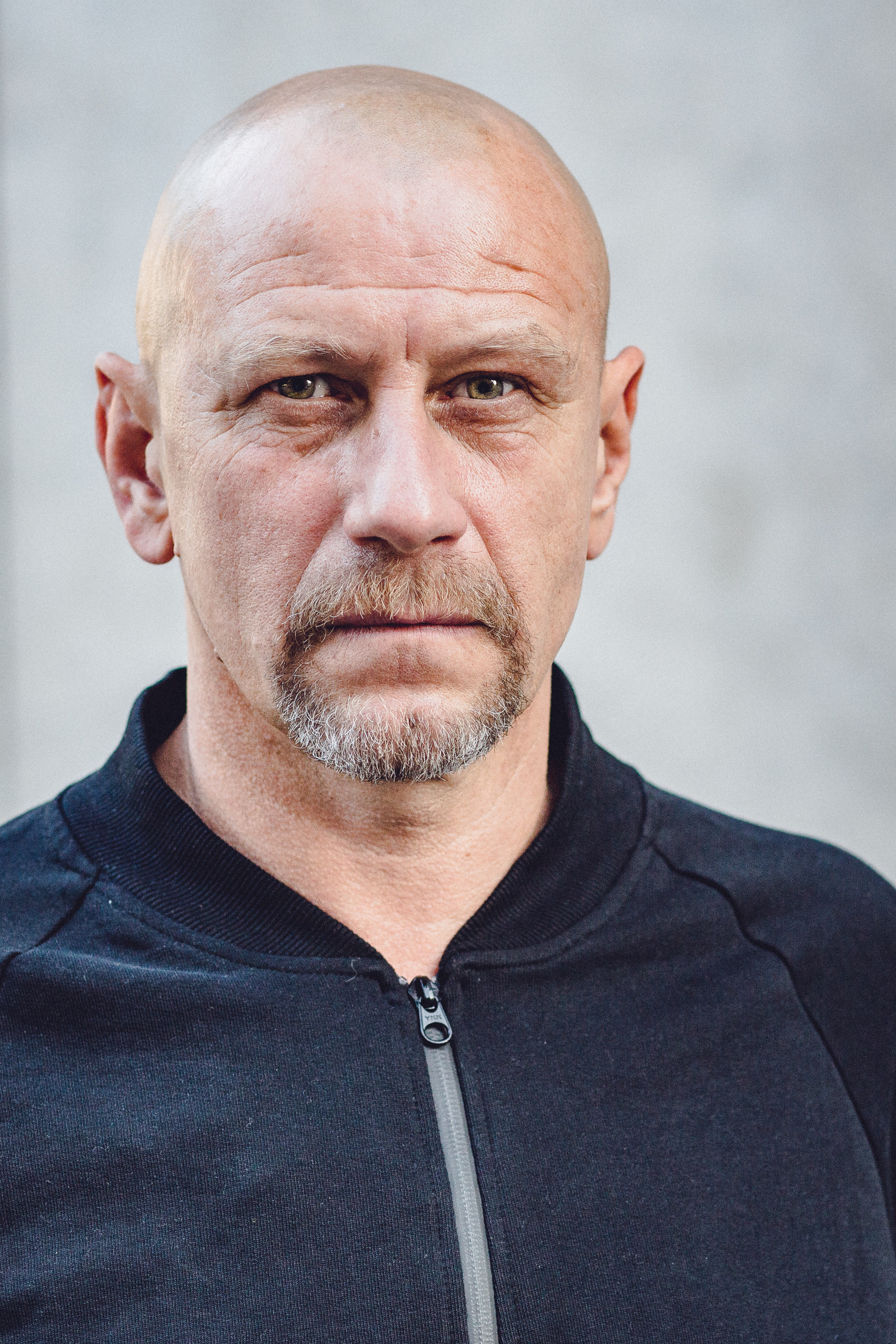
Jevgenij Sitochin (* 1959)

- Sitorus, Sahat, indonesischer Diplomat
- Šitović, Lovro (1682–1729), kroatischer Schriftsteller

### Sitr
- Sitre-In, königliche Amme der Hatschepsut
- Sitruk, Olivier (* 1970), französischer Schauspieler und Filmproduzent

### Sits
- Sitschynskyj, Myroslaw (1886–1979), ukrainischer Aktivist, Politiker, Zeitungsherausgeber und Attentäter

### Sitt
- Sitt, Hans (1850–1922), böhmisch-deutscher Komponist
- Sitt, Kaspar von der, deutscher Steinätzer
- Sitt, Martina (* 1963), deutsche Kunsthistorikerin
- Sitt, Peter (* 1969), deutscher Schwimmsportler
- Sitta, Frank (* 1978), deutscher Politiker (FDP)
- Sitta, Horst (1936–2020), deutscher Linguist
- Sittard, Alfred (1878–1942), deutscher Organist und Dirigent
- Sittard, Josef (1846–1903), deutscher Musikpädagoge und Musikwissenschaftler
- Sittard, Matthias, von (1522–1566), dominikanischer Theologe, kaiserlicher Hofprediger
- Sittart, Hubert (1860–1942), deutscher Lehrer und Politiker (Zentrum), MdR
- Sittartz, Godefridus (1650–1718), Jesuit und Superior in Arnsberg
- Sittas († 539), oströmischer Feldherr
- Sitte, Camillo (1843–1903), österreichischer Architekt und StädteplanerCamillo Sitte (1843–1903)

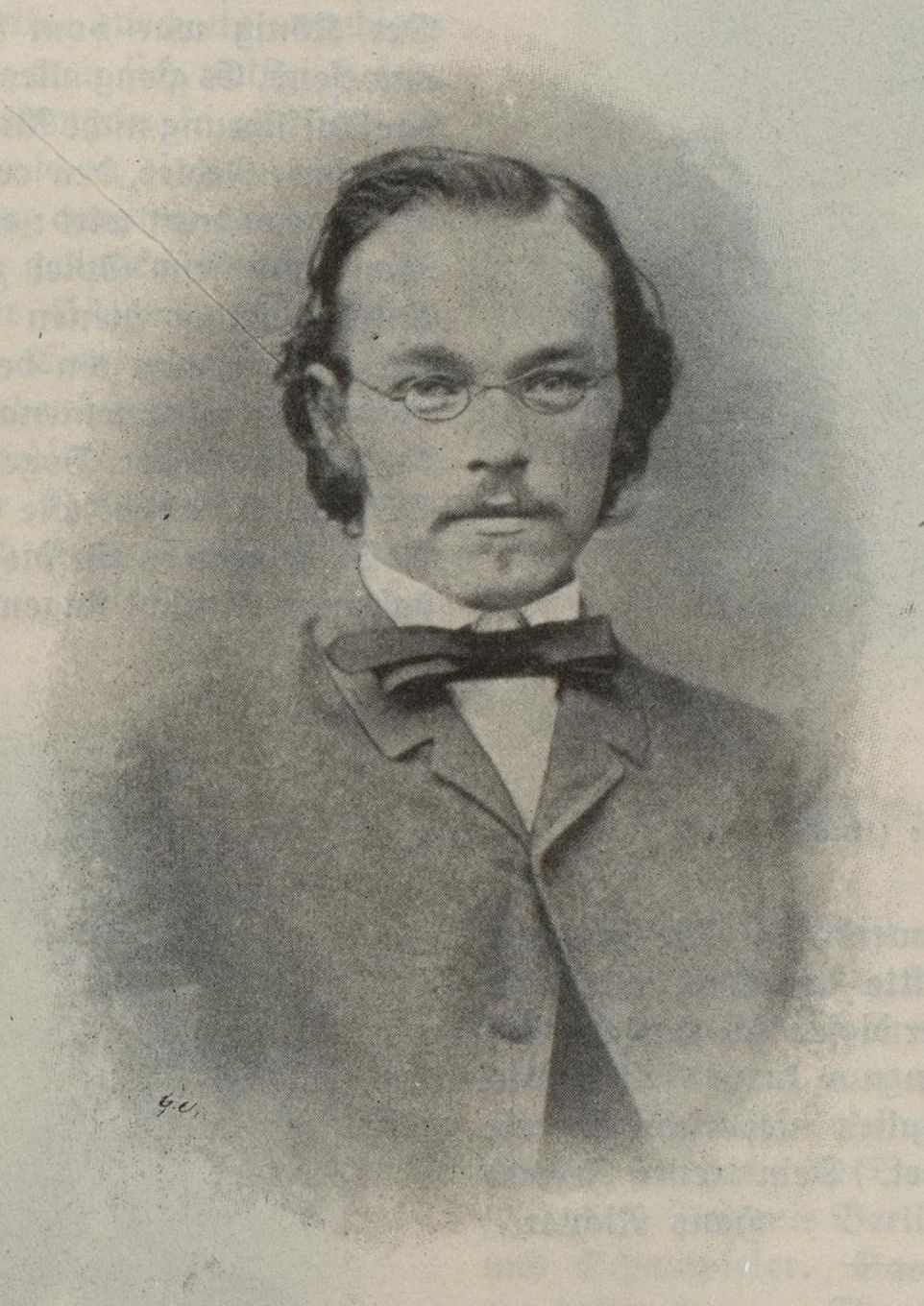
Camillo Sitte (1843–1903)

- Sitte, Dagmar (* 1966), deutsche Schauspielerin
- Sitte, Franz (1818–1879), österreichischer Baumeister und Architekt
- Sitte, Franz (1896–1960), sudetendeutscher römisch-katholischer Geistlicher und Märtyrer
- Sitte, Fritz (1924–2007), österreichischer Journalist und Buchautor
- Sitte, Gertie, österreichische Tänzerin, Schauspielerin und Ballettmeisterin
- Sitte, Heinrich (1879–1951), österreichischer Klassischer Archäologe
- Sitte, Hellmuth (1928–2018), österreichischer Biologe und Hochschullehrer
- Sitte, Ingrid (* 1942), deutsche Gebrauchsgraphikerin
- Sitte, Julie (1881–1959), österreichische Keramikerin
- Sitte, Kurt (1910–1993), tschechisch-deutscher Physiker, KZ-Häftling und Spion
- Sitte, Olga (1884–1919), österreichische Keramikerin und Kunsthandwerkerin
- Sitte, Peter (1929–2015), deutscher Biologe
- Sitte, Petra (* 1960), deutsche Politikerin (Die Linke), MdL, MdB
- Sitte, Rudolf (1922–2009), deutscher Bildhauer, Maler, Grafiker und Keramiker
- Sitte, Thomas (* 1952), deutscher Musiker und Bildender Künstler
- Sitte, Thomas (* 1958), deutscher Palliativmediziner
- Sitte, Willi (1921–2013), deutscher Maler und Politiker (SED), MdVWilli Sitte (1921–2013)

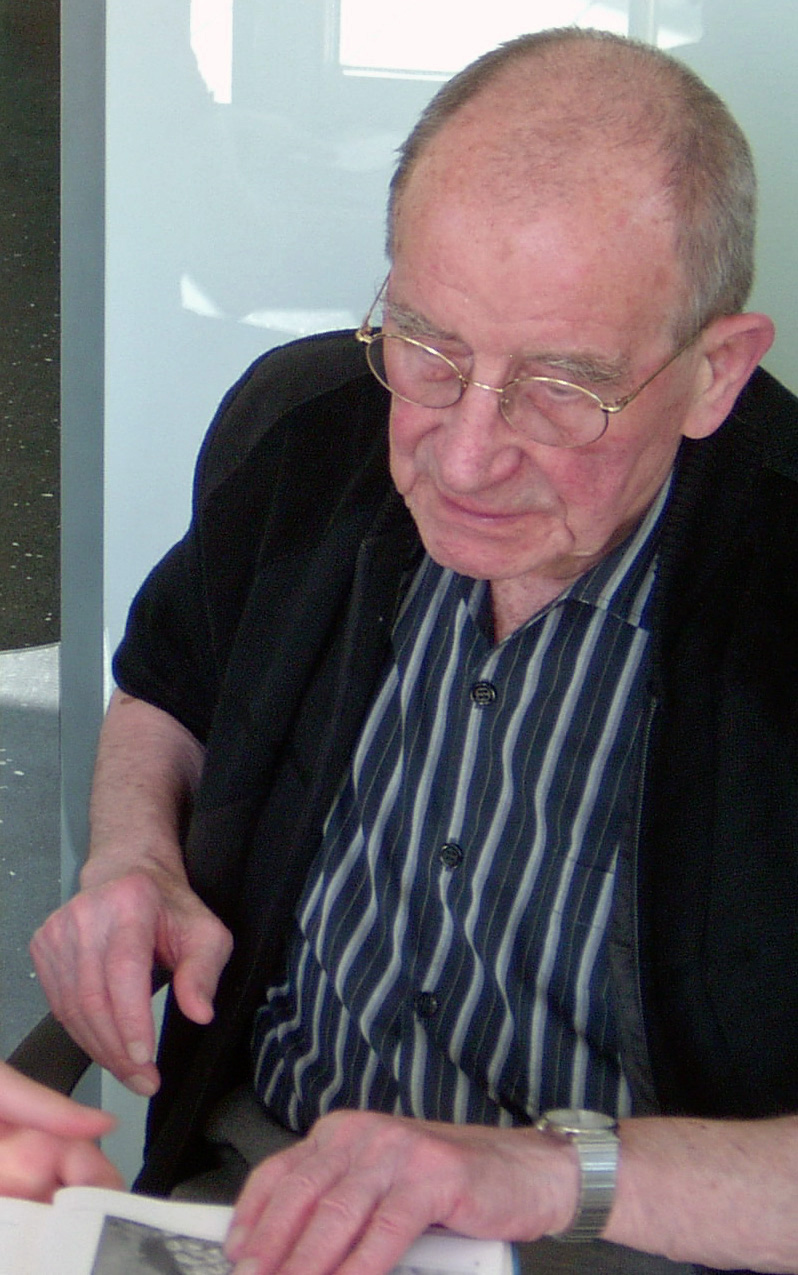
Willi Sitte (1921–2013)

- Sitte, Wolfgang (1925–2006), österreichischer Geograph und Didaktiker
- Sittel, Carl (1871–1955), deutscher Architekt
- Sittel, Detlef (* 1967), deutscher Kommunalpolitiker (CDU)
- Sittel, Victor († 1895), deutscher Verwaltungsbeamter
- Sittenauer, Christl (* 1982), deutsche Schauspielerin
- Sittenberger, Hans (1863–1943), österreichischer Schriftsteller und Lehrer
- Sittenfeld, Curtis (* 1975), amerikanische Schriftstellerin
- Sittenfeld, Ludwig (1852–1910), Kaufmann und Autor in Breslau
- Sitter, Frank (* 1968), deutscher Moderator
- Sitter, Kai (* 1987), deutscher Filmregisseur, Drehbuchautor, Filmeditor und Filmproduzent
- Sitter, Ludwig (1919–2007), österreichischer Psychologe und Missionar
- Sitter, Primus (* 1966), österreichischer Jazzmusiker und Komponist
- Sitter, Sabine (* 1975), deutsche Kommunalpolitikerin (CSU)
- Sitter, Ulbo de (1902–1980), niederländischer Geologe
- Sitter, Willem de (1872–1934), niederländischer AstronomWillem de Sitter (1872–1934)

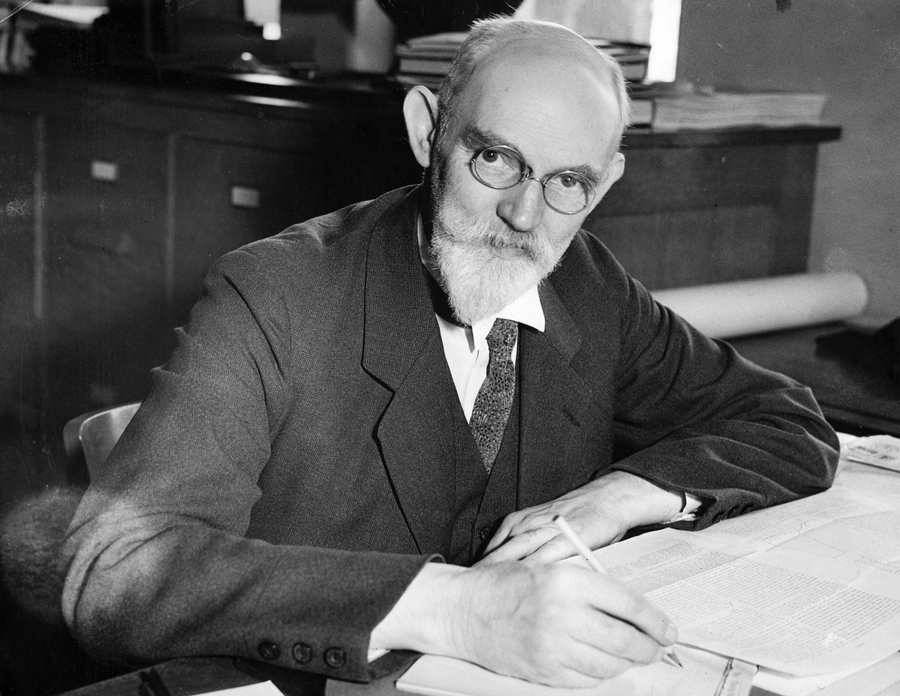
Willem de Sitter (1872–1934)

- Sitter-Liver, Beat (1939–2022), Schweizer Philosoph
- Sitterding, Madeleine (1923–2008), Schweizer Archäologin und Psychotherapeutin
- Sitterly, Charlotte Moore (1898–1990), US-amerikanische Astronomin
- Sitters, Bertus (1941–2022), niederländischer Schwimmer
- Sittha Boonlha (* 2004), thailändischer Fußballspieler
- Sitthichai Chimrueang (* 2001), thailändischer Fußballspieler
- Sitthichai Seangjun (* 1997), thailändischer Fußballspieler
- Sitthichok Mool-on (* 1999), thailändischer Fußballspieler
- Sitthichok Tassanai (* 1991), thailändischer Fußballspieler
- Sitthikorn Krumsai (* 1996), thailändischer Fußballspieler
- Sitthinan Rungrueang (* 2002), thailändischer Fußballspieler
- Sittich von Berlepsch († 1470), landgräflicher Erbkämmerer
- Sittichai Musbu-ngor (* 1984), thailändischer Fußballspieler
- Sittichai Trisin (* 1984), thailändischer Fußballspieler
- Sittichok Kannoo (* 1996), thailändischer Fußballspieler
- Sittichok Paso (* 1999), thailändischer Fußballspieler
- Sittig, Elisabeth (1899–2001), deutsche Porträt-, Stillleben- und Landschaftsmalerin sowie Pädagogin
- Sittig, Ernst (1887–1955), deutscher Sprachwissenschaftler
- Sittig, Georg (1896–1964), deutscher Politiker (SPD), MdL Bayern
- Sittig, Hans Jürgen (* 1957), deutscher Schriftsteller und Fotojournalist
- Sitting Bull († 1890), indianischer Stammeshäuptling und Medizinmann der Hunkpapa-Lakota-SiouxSitting Bull († 1890)

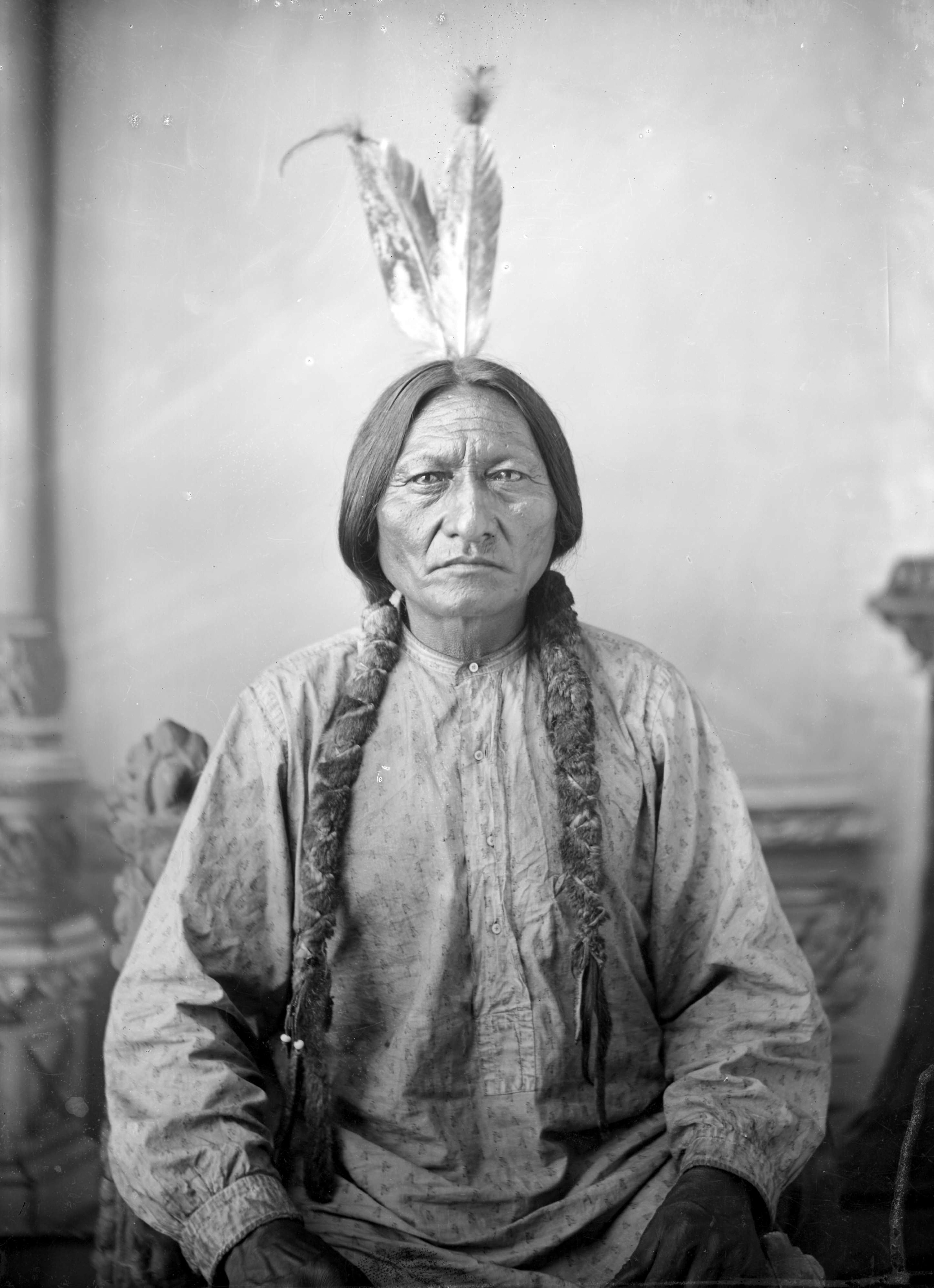
Sitting Bull († 1890)

- Sittipan Chumchuay (* 1988), thailändischer Fußballspieler
- Sittipong Manaowarn (* 1982), thailändischer Fußballspieler
- Sittirak Kerdkhumthong (* 2000), thailändischer Fußballspieler
- Sittisak Tarapan (* 1984), thailändischer Fußballspieler
- Sittius Caecilianus, Quintus, römischer Offizier (Kaiserzeit)
- Sittius, Publius († 44 v. Chr.), römischer Ritter
- Sittl, Karl (1862–1899), deutscher Altphilologe und Klassischer Archäologe
- Sittler, Carl (1882–1963), deutscher Kommunalpolitiker
- Sittler, Christian (* 1954), österreichischer Boxer
- Sittler, Darryl (* 1950), kanadischer Eishockeyspieler
- Sittler, Edward L. (1908–1978), US-amerikanischer Politiker
- Sittler, Edward Vieth (1916–1975), deutsch-amerikanischer Autor und Hochschullehrer
- Sittler, Friederike (* 1969), deutsche Journalistin und Theologin
- Sittler, Heinrich, Administrativer Direktor der Österreichischen Bundesbahnen
- Sittler, Lucien (1905–1987), französischer (elsässischer) Lehrer, Schriftsteller, Stadtarchivar und Redakteur
- Sittler, Oliver (* 1976), deutscher Motorsportkommentator, Medientechniker und Produzent
- Sittler, Peter (* 1973), österreichischer Wirtschaftswissenschaftler, Unternehmer, Interessensvertreter und Kommunalpolitiker
- Sittler, Walter (* 1952), US-amerikanisch-deutscher Schauspieler und FilmproduzentWalter Sittler (* 1952)

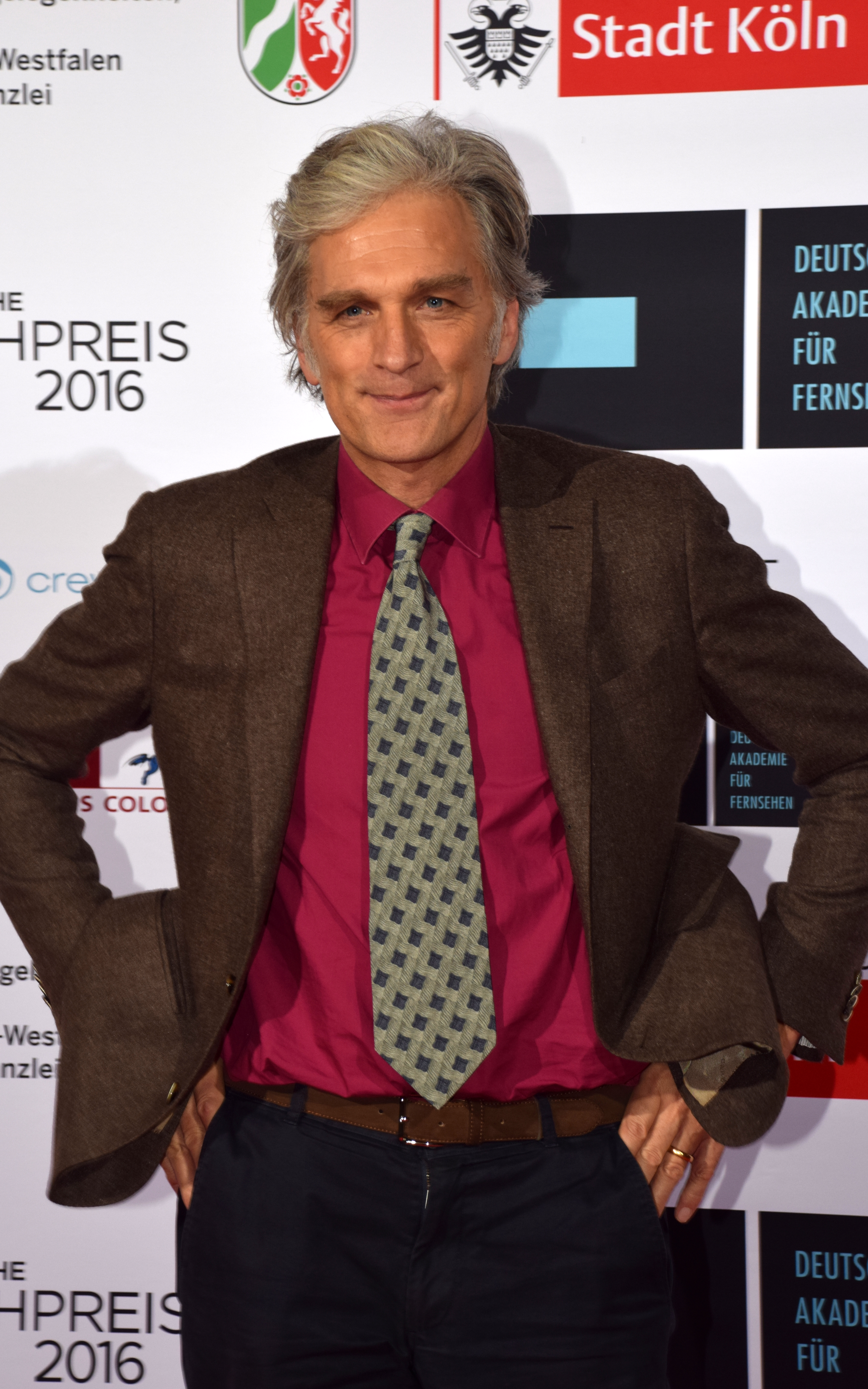
Walter Sittler (* 1952)

- Sittmann, Tassilo (1928–2022), deutscher Architekt
- Sittner, Gernot (* 1938), deutscher Journalist
- Sittner, Hans (1903–1990), österreichischer Jurist, Musiklehrer, Autor und Pianist
- Sittner, Heinz (* 1920), deutscher Fußballspieler
- Sitton, Josh (* 1986), US-amerikanischer American-Football-Spieler
- Sittow, Clawes van der († 1482), estnischer Holzschnitzer und Maler
- Sittow, Michel, deutsch-baltischer Maler
- Sittsam, Florian (* 1994), österreichischer Fußballspieler

### Situ
- Situ-Kumbanga, Masini (* 1955), kongolesischer Marathonläufer
- Situma, James (* 1984), kenianischer Fußballspieler
- Situmorang, Martinus Dogma (1946–2019), indonesischer Ordensgeistlicher und römisch-katholischer Bischof von Padang
- Situmorang, Saut (* 1966), indonesischer Schriftsteller
- Situmorang, Sitor (1923–2014), indonesischer Schriftsteller

### Sitw
- Sitwell, Edith (1887–1964), britische Dichterin und SchriftstellerinEdith Sitwell (1887–1964)

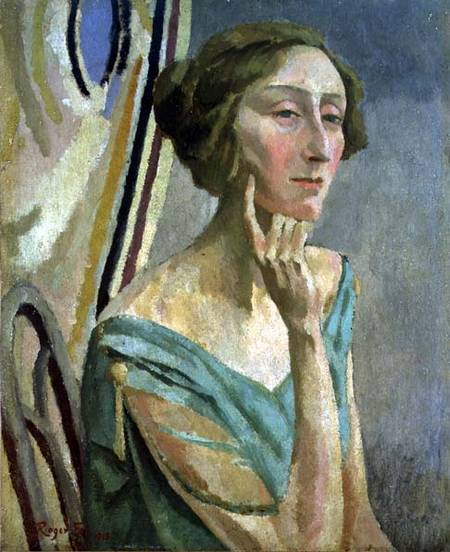
Edith Sitwell (1887–1964)

- Sitwell, George (1860–1943), britischer Sachbuchautor und Politiker
- Sitwell, Nigel (1935–2017), britischer Naturschützer, Geschäftsmann und Autor
- Sitwell, Osbert (1892–1969), britischer Schriftsteller
- Sitwell, Sacheverell (1897–1988), britischer Schriftsteller

### Sity
- Sityá, Guilherme (* 1990), brasilianischer Fußballspieler

### Sitz
- Sitz, Hermann (* 1949), deutscher Botschafter
- Sitz, Peter (1938–2013), deutscher Bergingenieur und Hochschullehrer
- Sitzberger, Kenneth (1945–1984), US-amerikanischer Wasserspringer
- Sitzinger, Ulrich (1525–1574), deutscher Jurist, Politiker und Reformator
- Sitzlack, Georg (1923–2006), deutscher Mediziner, Strahlenschützer und Staatssekretär (DDR)
- Sitzler, Friedrich (1881–1975), deutscher Arbeitsrechtler
- Sitzler, Jakob (1851–1927), klassischer Philologe und Gymnasiallehrer
- Sitzler, Max (1875–1952), deutscher Verwaltungsjurist und Ministerialbeamter, Kurator der Christian-Albrechts-Universität
- Sitzler, Susann (* 1970), Schweizer Journalistin und Autorin
- Sitzmann, Edgar (1935–2024), deutscher Kommunalpolitiker (CSU) und Bezirkstagspräsident
- Sitzmann, Edith (* 1963), deutsche Politikerin (Bündnis 90/Die Grünen), MdL
- Sitzmann, Flo (* 1976), deutscher Behindertensportler und Buchautor
- Sitzmann, Florian (* 1965), deutscher Musiker und ProduzentFlorian Sitzmann (* 1965)

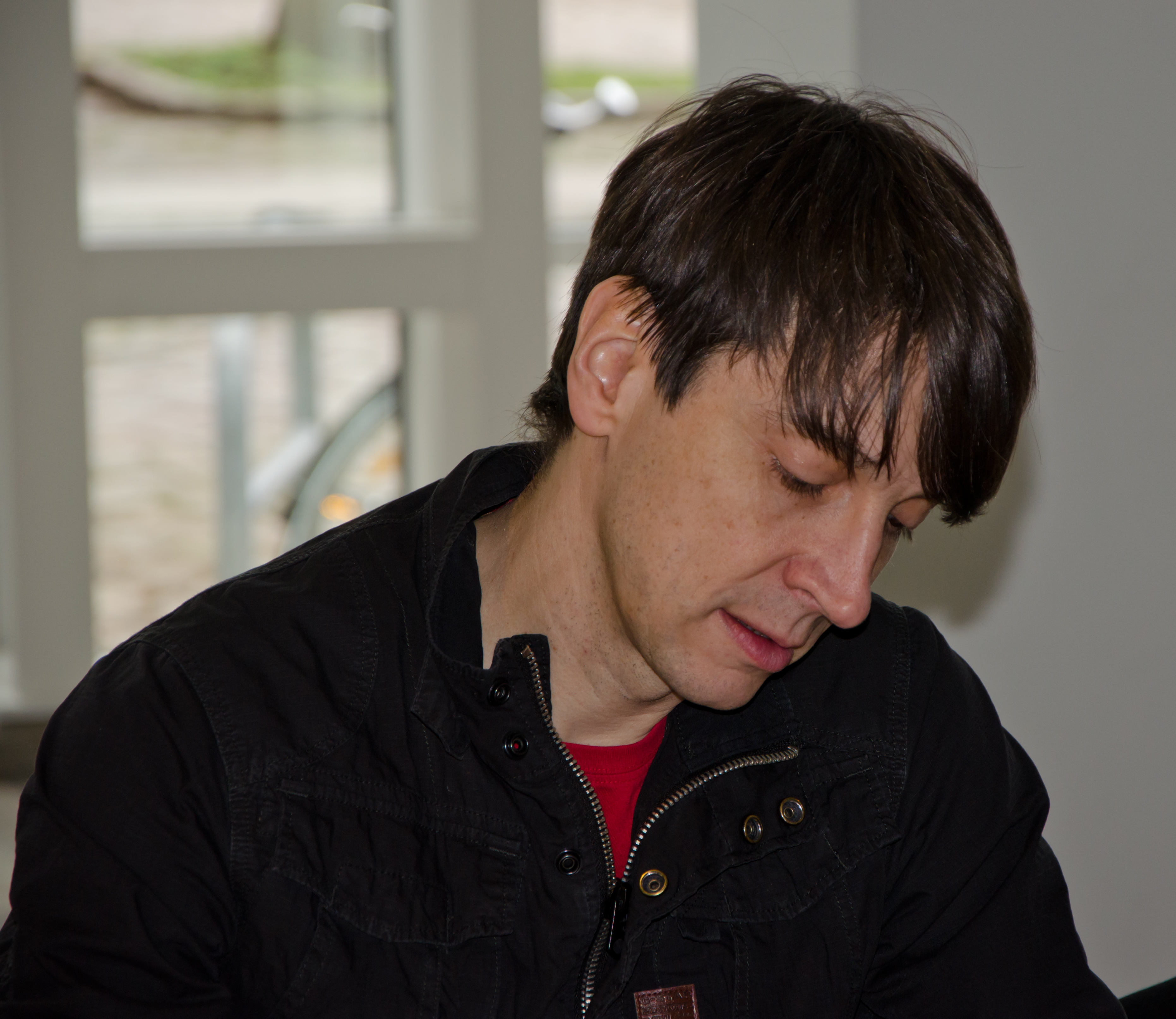
Florian Sitzmann (* 1965)

- Sitzmann, Helmut (* 1958), deutscher Chemiker und Hochschullehrer
- Sitzmann, Karl (1883–1963), deutscher Kunsthistoriker
- Sitzwohl, Alfred (1930–2015), österreichischer Radrennfahrer